# Carl Uelze
Carl Uelze (* 11. Juli 1901 in Hannover; † 23. November 1985 in Ost-Berlin) war ein deutscher Kommunist und Widerstandskämpfer gegen den Nationalsozialismus.

## Leben
Uelze, von Beruf Kaufmann, war Mitglied des Arbeitersportverbandes „Fichte Berlin“ und ab 1927 der Kommunistischen Partei Deutschlands (KPD). Er war von 1932 bis 1935 Mitarbeiter der sowjetischen Handelsvertretung in Berlin.
Zur Zeit des Nationalsozialismus nahm er am illegalen Widerstandskampf der KPD teil. Zusammen mit Martin Weise und Klaus Überbrück bildete er 1940 in dem Berliner Betrieb Nordland Deutsche Schnee- und Gleitschutzkettenfabrik GmbH in Berlin-Tiergarten, Kurfürstenstraße 14, eine Widerstandsgruppe, die überwiegend aus leitenden Angestellten bestand. Diese Gruppe verstand es, die Kapazität des Betriebes so zu lenken, dass, ohne aufzufallen, die Kriegsproduktion von Nordland beachtlich verringert wurde. Außerdem leisteten sie den sogenannten Ostarbeitern sowie den französischen und holländischen Dienstverpflichteten eine organisierte Hilfe. Am 1. Dezember 1942 wurden Carl Uelze, seine Frau Hildegard Uelze (1915–1967) und Martin Weise in Berlin von der Gestapo verhaftet. Carl Uelze und seine Frau wurden aber von der Gestapo nicht dem Untersuchungskomplex Rote Kapelle zugeordnet und am 15. Dezember 1942 wieder entlassen.
Nach der Befreiung vom Nationalsozialismus wurde er in der Sowjetischen Besatzungszone erneut Mitglied der KPD und 1946 Mitglied der Sozialistischen Einheitspartei Deutschlands (SED). Er bekam verantwortliche Funktionen in der Berliner Parteiorganisation und war von 1952 bis Juni 1964 Vorsitzender der SED-Bezirksrevisionskommission Berlin. Anschließend war er bis Mai 1969 einfaches Mitglied der SED-Bezirksrevisionskommission Berlin. Außerdem war Uelze Vorsitzender bzw. Mitglied der Kommission zur Betreuung alter verdienter Parteimitglieder der SED-Bezirksleitung Berlin.
Uelze starb im Alter von 84 Jahren und wurde auf dem Friedhof Pankow III bestattet.

## Auszeichnungen
- 1958 Medaille für Kämpfer gegen den Faschismus 1933 bis 1945
- 1961 Vaterländischer Verdienstorden in Bronze, 1971 in Silber und 1976 in Gold
- 1981 Ehrenspange zum Vaterländischen Verdienstorden in Gold